# 十二硼化钪
十二硼化钪是一种耐火金属硼化物。

## 合成
以7:1的比例混合硼粉和氧化钪粉，用等离子体炬或类似器具将其加热至2500 °C，在冷水中淬火并用浓盐酸洗涤，即可製得ScB12。

## 晶体学
ScB12最初被认为具有立方结构，但之后的研究表明它具有四方结构（晶胞a=522pm，c=735pm）。最近已经表明它确实存在立方形式，但需要稳定。